# Louise de Kérouaille
Louise de Kérouaille, nome completo Louise Renée de Penancoët de Kérouaille (Brest, 5 settembre 1649 – Parigi, 14 novembre 1734), fu una delle amanti di Carlo II.
In Inghilterra il cognome di Louise era usato anche nelle varianti Carwell o Carewell ad indicare il fatto che la nobildonna attingeva grandi somme dalle casse del sovrano. 
Dalla sua relazione con re Carlo II nacque Charles Lennox, I duca di Richmond, e la dinastia di Louise continuò ad avere un ruolo di primo piano nella nobiltà e anche nella politica inglese. 
Tra le sue discendenti si annoverano lady Diana, Camilla Shand e Sarah Ferguson.

## Biografia

### Infanzia
La nobile famiglia Kérouaille era originaria della regione francese della Bretagna. Louise era figlia di Guillaume de Penancoët, signore di Kérouaille (morto nel 1690) e di sua moglie Marie de Ploeuc de Timeur (morta nel gennaio 1709).
Era imparentata col Marchese de Sade.

### Vita a corte e relazione con re Carlo II

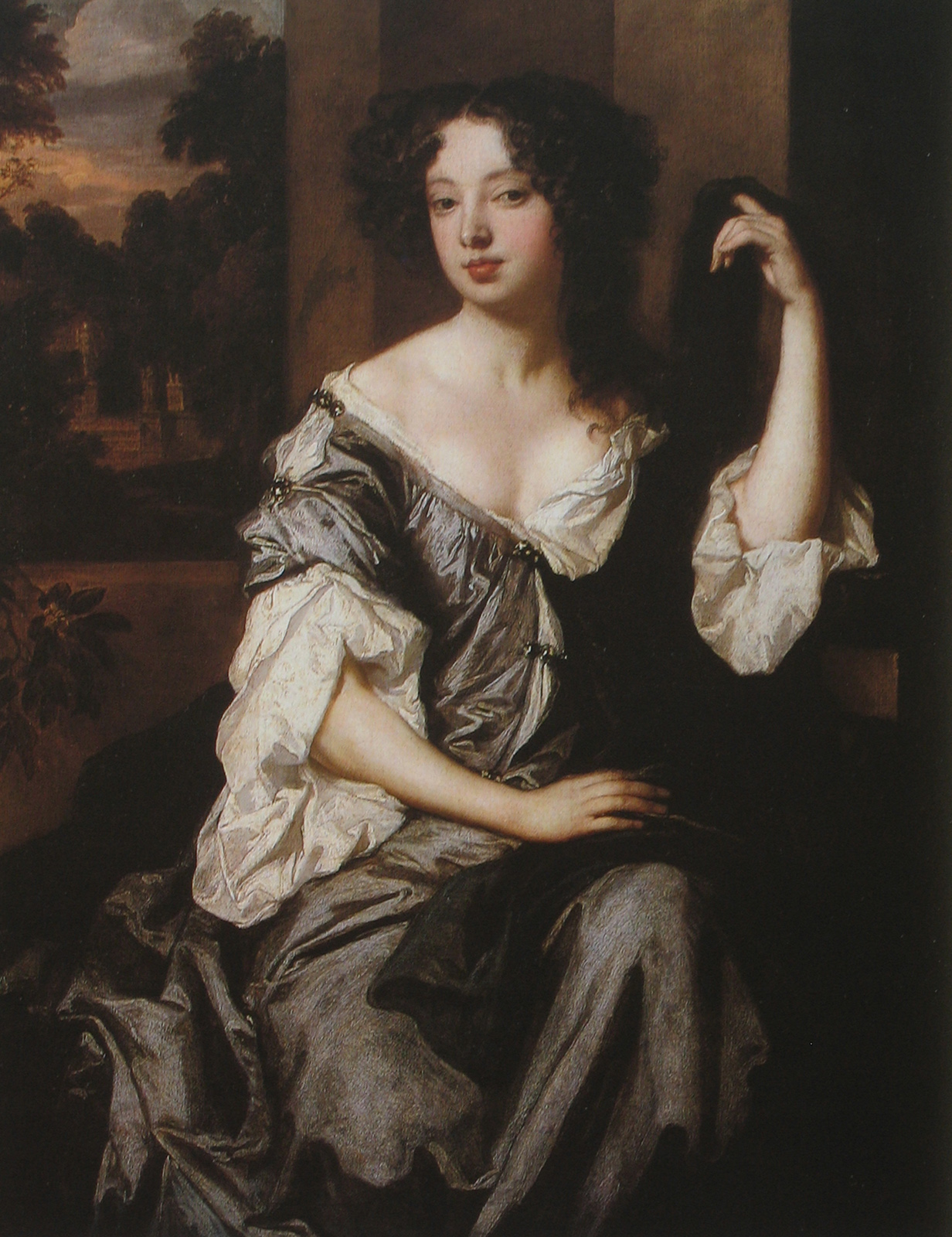
Ritratto di Louise eseguito da Peter Lely nel 1671

Louise venne mandata giovane alla corte di Enrichetta d'Inghilterra, duchessa d'Orléans, moglie di Filippo fratello di Luigi XIV e sorella di Carlo II d'Inghilterra. Saint-Simon afferma che la famiglia di Louise progettava per la ragazza un futuro da amante ufficiale. Nel 1670 seguì la duchessa Enrichetta Anna in una visita a Carlo II nella città di Dover. Dopo la morte, probabilmente per avvelenamento, di Enrichetta Anna, il re d'Inghilterra la nominò dama di corte di sua moglie, la regina Caterina di Braganza.
Più tardi si disse che Louise era stata inviata dalla corte di Francia per entrare nelle grazie del sovrano inglese. Louise, che mescolava un carattere forte e deciso con una apparente esteriore fragilità (il diarista John Evelyn disse che aveva un "viso da bambina"), riuscì a divenire amante di Carlo II, sostituendo la ormai non più amata, né dalla corte né dal re, Barbara Palmer. Louise ottenne che suo figlio, Charles Lennox fosse creato duca di Richmond nel 1675.
La donna rimase sempre fedele al suo vero re, Luigi XIV, servendo sempre i suoi interessi. Per questo Luigi le inviò spesso ricchi doni.
A palazzo reale la corte inglese la detestava per la sua antipatia e per la sua fin troppo manifesta relazione con la Francia.
E non era odiata soltanto per la sua aperta attività a favore del suo paese nativo; le si rimproverava anche una certa rapacità nell'attingere alle casse del tesoro. Altre amanti del re, come Nell Gwyn, approfittarono della antipatia di Louise per renderla ancor più odiosa agli occhi della corte e del re.
Il 19 agosto 1673 le furono conferiti i titoli di baronessa di Petesfield, contessa di Fareham e di duchessa di Portsmouth. Le sue rendite erano enormi: solo nel 1677 ricevette dal sovrano all'incirca 27.300 sterline. Sotto pressione di Carlo II la corte di Francia, oltre ai consueti doni che inviava con regolarità a Louise, le accordò il titolo ed i privilegi di pari di Francia.
Nonostante l'antipatia e l'odio che tutta la corte provò per lei, riuscì a rimanere amante del sovrano fino alla fine dei giorni di Carlo. Uscì incolume dal presunto “complotto papale” che, secondo il gesuita Titus Oates, mirava, con la complicità della regina, ad eliminare fisicamente il re. Nel 1677 fu colpita da una lunga malattia, ma si riprese e tornò per una visita in Francia nel 1682. Il 6 febbraio 1685 assistette alla morte del re, che sul letto di morte si era convertito al cattolicesimo.

### Ultimi anni e morte
Dopo la morte di Carlo II la sua influenza precipitò rapidamente. Così Louise si trasferì in Francia dove rimase sino alla fine dei suoi giorni, se si eccettua una visita in Inghilterra durante il regno di Giacomo II. Perse tutti i privilegi e le rendite di cui godeva durante la gloriosa rivoluzione, che depose Giacomo II e mise sul trono la sua figlia protestante.
Visse i suoi ultimi anni nella città francese di Aubigny-sur-Nère, tormentata da debitori. A sostentarla economicamente furono Luigi XIV prima e, alla sua morte nel 1715, Filippo II d'Orléans, reggente durante la minorità di Luigi XV.
Morì a Parigi il 14 novembre 1734.
Da lei discendono Diana Spencer e Camilla Parker Bowles, prima e seconda moglie di Carlo erede al trono d'Inghilterra.